# رائد الجشي
رائد الجشي شاعر ومترجم من السعودية، ولد في محافظة القطيف عام 1396هـ. صدر له مجموعة من المؤلفات التي تتنوع بين الشعر والرواية والترجمات الأدبية، وتُرجمت قصائده إلى اللغة الإنجليزية والإيطالية والفرنسية، وإلى لغات أخرى. من إصداراته رواية (أفعى الخليج)، وديوان (شظايا عشق). وهو حاصل على عدد من الجوائز الأدبية من بينها جائزة الكأس الذهبية لأفضل كتاب شعري مترجم للإيطالية، وذلك في مسابقة (سيتا ديل جاليتو – النسخة الخامسة) بجنوب إيطاليا عام 2018م.

## التعليم
- حاصل على درجة البكالوريوس في الكيمياء من جامعة الملك فيصل.[6]

## العمل
- يعمل معلماً لمادة الكيمياء.
- اختير من جامعة (تشانجوا) في تايوان ليكون عضواً في اللجنة الدولية الاستشارية المشرفة على خطة التعليم للجامعة في القسم الأدبي عام 2018م.[7][8]
- شارك في تحكيم جائزة توليولا ريناتو فيلبي الإيطالية للشعر العالمي في دورتها الخامسة والعشرين عام 2019م.[9]

## إصدارات
- (تويجات منتحرة). صدر عام 2003م.
- (بقايا قدح) ديوان شعر. صدر عن مؤسسة البلاغ في بيروت عام 2006م.[10]
- (حلم) مجموعة شعرية. صدرت عن دار الكفاح عام 2008م.[11]
- رواية (أفعى الخليج) صدرت عن دار الخيال عام 2008م.[12]
- (شظايا عشق) شعر. صدر عن نادي المنظقة الشرقية الأدبي عام 2009م.[4]
- (ولكنه الشمس) شعر. صدر عن دار المحجة البيضاء عام 2010م.[13]
- (جيران أسفل الدرج) نصوص معاصرة من الأدب الهولندي. صدر عن دار أطياف للنشر عام 2013م.[14]
- ظهور يسرج الغيب - النشيد الثالث عشر. 2013م.
- (Bleeding Gull: Look, Feel, Fly) صدر عام 2014م.[15]
- (تكوين لذاكرة الهوى) ديوان شعر. صدر عن دار أطياف للنشر عام 2015م.[16] وترجم هذا الديوان إلى اللغة الفرنسية،[1] وإلى اللغة الإنجليزية.[17]
- (ألواح الطين في كهف نيتشه) صدر عن أطياف للنشر والدار العربية للعلوم عام 2017م.[18]
- (نهر أيوا: نصوص من الشعر الدولي المعاصر) صدر عن دار مسعى عام 2017م.[19]
- (النورس الدامي) صدر باللغة الإيطالية.[2]
- (صوتك في الموسيقى الجانبية) [ترجمة] للشاعرة الإيطالية كلاوديا بجينو. صدر عن دار رواشن عام 2019م.
- (حيث تتع السماء) [ترجمة] للأديب الفيتنامي ماي ماي فان.[20]

## جوائز
- حاصل على جائزة أفضل ديوان مترجم إلى اللغة الإيطالية عام 2018م عن ديوانه (النورس الدامي).[21]

- كُرم في مجلس الأديب سعود الفرج الأدبي عام 2019م.[22]